# Mam Sodhail
Mam Sodhail är ett berg i Storbritannien.   Det ligger i kommunen Highland och riksdelen Skottland, i den nordvästra delen av landet, 700 km nordväst om huvudstaden London. Toppen på Mam Sodhail är 1 181 meter över havet.
Terrängen runt Mam Sodhail är huvudsakligen kuperad. Mam Sodhail är den högsta punkten i trakten. Runt Mam Sodhail är det mycket glesbefolkat, med 3 invånare per kvadratkilometer. Trakten runt Mam Sodhail består i huvudsak av gräsmarker.